# Therese Deecke

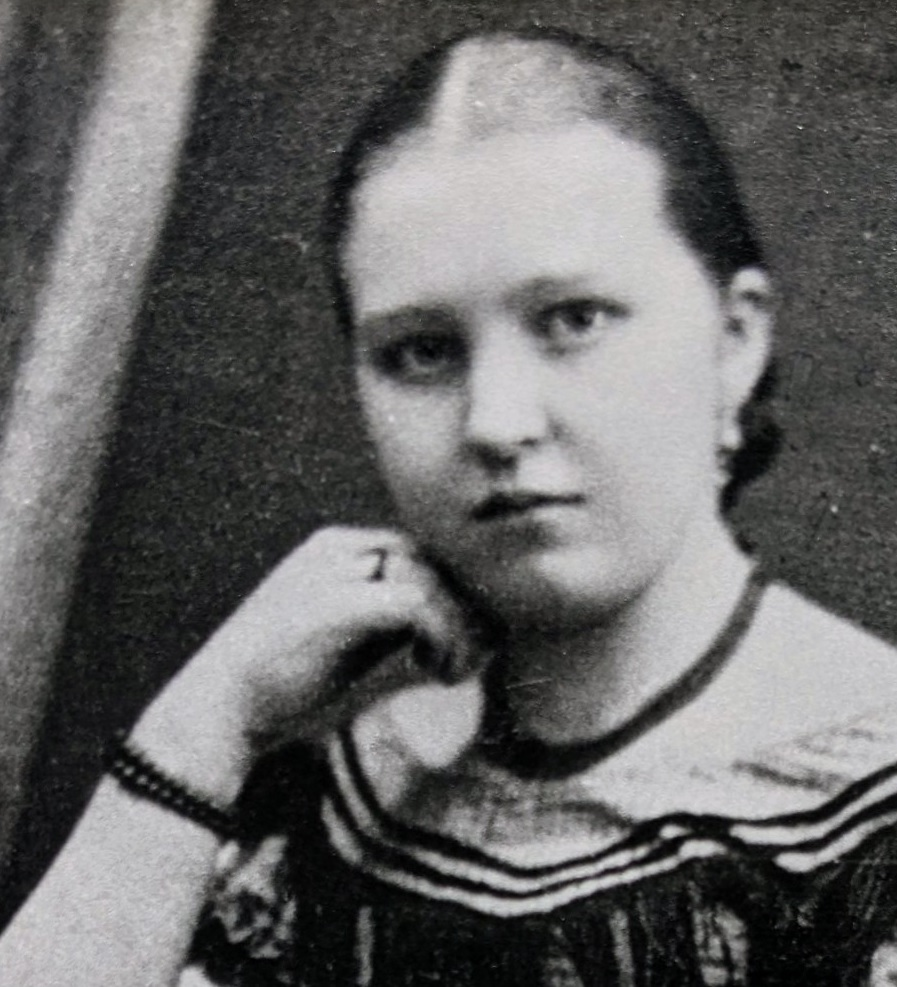
Therese Deecke um 1860, Louis Frowein, Strassburg

Therese Deecke, geborene Struve (* 7. Februar 1844 in Lübeck; † 9. Januar 1916 in Freiburg im Breisgau) war eine deutsche Autorin.

## Leben
Therese Deecke, geboren als Therese Struve in der Lübecker Wahmstraße, war die Tochter des Gemischtwarenhändlers Johann Joachim Struve und einer Bäckerstochter; sie besuchte die Ernestinenschule. Nach ihrem Abschluss heiratete sie 1861 Wilhelm Deecke. Sie hatten drei Kinder. Der älteste Sohn war der Geologe Wilhelm Deecke. 1870 ging die Familie nach Elberfeld, von 1871 bis 1884 nach Straßburg, wo Deecke zeitweilig als Rektor des Lyceums tätig war, anschließend bis 1889 nach Buchsweiler und ab 1890 nach Mühlhausen, wo Deecke als Rektor am Gymnasium zeitweilig Albert Schweitzer unterrichtete.
Therese Deecke schrieb Prosa, die in Zeitungen, Zeitschriften und Romanreihen veröffentlicht wurde. Für ihre Kinder und Enkelkinder hinterließ sie Lebenserinnerungen, die sie 70-jährig in Straßburg verfasst hatte und die ihr Ururenkel Klaus Ungerer 2023 unter dem Titel Mein frühreifes Herz veröffentlichte. Die Welt am Sonntag nannte das Buch einen „sensationellen Archivfund“ und die „Entdeckung des Jahres“. Im November 2024 veröffentlichte Ungerer auch Therese Deeckes Lübeck-Novelle Königin Minna Schmidt.

## Werke
- Mein frühreifes Herz. Mädchenjahre in Lübeck. Memoiren. Hrsg.: Klaus Ungerer. 3. Auflage. edition schelf, Berlin 2023, ISBN 978-3-7575-7715-5, S. 128.
- Lebenserinnerungen für meine Kinder und Enkel. 1914, S. 119 (Übertragen vom Original 1998; Stadtbibliothek Lübeck, (S) L 150/146).
- Königin Minna Schmidt. Novelle. Hrsg.: Klaus Ungerer. 4. Auflage. edition schelf, Berlin 2024, ISBN 978-3-8187-2197-8, S. 132.
- Einmal nur. In: Leipziger Tageblatt und Handelszeitung. Band 106, Nr. 1, 1. Januar 1912, S. 14 (deutsche-digitale-bibliothek.de).
- Im Schatten. In: Mußestunden. Band III, Nr. 64, 6. März 1906, S. 224–225 (deutsche-digitale-bibliothek.de – Unterhaltungsbeilage des Leipziger Tageblatt; mit selben Titel erschienen in: Allgemeine Zeitung. 108. Jg., Nr. 358, München, 7. August 1905, S. 1).
- Kontraste. In: Leipziger Tageblatt und Handelszeitung. Band 99, Nr. 427, 23. August 1905, S. 13 (deutsche-digitale-bibliothek.de).
- Wilhelm Deecke. In: L. Gurlitt, W. Kroll (Hrsg.): Biographisches Jahrbuch für Altertumskunde. Band 23. Reisland, Leipzig 1901, S. 87 ff. (Digitalisat – Von S. 90 bis S. 96 von August Baumeister verfasst.).
- Erinnerungsblätter an Emanuel Geibel (1863–1875). 76 Blätter. GSA 96/490 (Signatur), Klassik Stiftung Weimar, Goethe- und Schiller-Archiv, (unveröffentlicht)
- Werthers Lotte in ihren letzten zwanzig Lebensjahren. In: Niedersachsen. Zeitschrift für Kultur, Geschichte, Heimat und Natur. Band IX, Nr. I, 1903 (Biografische Skizze nach ihren eigenhändigen Briefen an ihre Kinder August und Charlotte Kestner).